# Терещенко Ірина Георгіївна
Ірина Георгіївна Терещенко — радянська, українська акторка. Членкиня Національної Спілки кінематографістів України.

## Життєпис
Народилася 21 січня 1947 р. Закінчила Київський державний інститут театрального мистецтва ім. І. Карпенка-Карого (1970).
З 1970 р. — акторка Київської кіностудії ім. О. П. Довженка.

## Фільмографія
Знялась у стрічках: «Зелена гілка травня» (1961), «Маріанна» (1967, Маріанна, «Молдова-фільм»), «Крутий горизонт », «Чи вмієте ви жити?» (1970, Наталка), «Пізнай себе» (1972, Інга), «Осінні грози» (1974, Лена), «Ральфе, здрастуй!» (1975, вихователька), «Народжена революцією» (1977, Зоя), «Запрошення до танцю» (1977, Наташа), «Де ти був, Одіссей?» (1978, Міккі), «Київські зустрічі» (1979, Саша), «Першоцвіт» (1986, вчителька), «Десять негренят» (1987, місс Роджерс) тощо, а також в епізодах фільмів: «У тридев'ятому царстві...» (1970), «Рейс перший, рейс останній» (1974), «Припустимо — ти капітан...» (1976), «Дума про Ковпака» (1976, «Карпати, Карпати…»), «На короткій хвилі» (1977), «Напередодні прем'єри» (1978), «Самотня жінка бажає познайомитись» (1986, працівниця ательє), «Зона» (1988), «Заручники страху» (1993), «Дорога на Січ» (1994), «Острів любові» (1995) та ін.